# Туре Русвалль
Туре Русвалль (швед. Ture Rosvall, 6 липня 1891 — 10 жовтня 1977) — шведський академічний веслувальник.
Срібний призер Олімпійських Ігор 1912 року в складі розпашної четвірки зі стерновим з внутрішніми кочетами.